# Mỹ nhân (hậu cung)
Mỹ nhân (chữ Hán: 美人; Bính âm: měirén), là một tước hiệu của phi tần trong hậu cung các quốc gia Đông Á. Đây cũng là một dạng danh từ dùng để gọi những người đẹp, có dung mạo đặc sắc trong ngôn ngữ bình thường.

## Lịch sử
Từ thời Tây Hán, tước vị này đã xuất hiện trong hệ thống hậu cung, vị trí thứ 5, lãnh 2.000 thạch, thứ bậc ngang Thiếu thượng tạo (少上造). Sang thời Đông Hán, Mỹ nhân chỉ sau Quý nhân, trên [Cung nhân; 宮人] cùng [Thải nữ; 采女]. Thời Tào Ngụy, Mỹ nhân ở vị thứ gần cuối, thụ 2.000 thạch.
Sang các thời tiếp theo, Mỹ nhân cũng chỉ là chức vị nhỏ trong hậu cung, như đời nhà Tùy thuộc hàng Thế phụ cùng với Tài nhân, vị Chính tứ phẩm. Thời nhà Đường, Mỹ nhân hàng Chính tam phẩm, có chín người cùng 1 lúc, thời nhà Tống và nhà Kim thì vị Mỹ nhân ở hàng Chính tứ phẩm. Sang thời nhà Minh và nhà Thanh thì tước vị này dần trở thành một tán hàm, sau mới bị bãi bỏ. Trở thành một trong những tước hiệu phi tần cổ nhất.
Ở Việt Nam, thời Lê Sơ, Lê Thánh Tông đã định ra quy chế hậu cung chính thức. Dưới Hoàng hậu có:
- [Tam phi; 三妃]: Quý phi (貴妃), Minh phi (明妃), Kính phi (敬妃).
- [Cửu tần; 九嬪]:
  - Tam chiêu (三昭): Chiêu nghi (昭儀), Chiêu dung (昭容), Chiêu viên (昭媛).
  - Tam tu (三修): Tu nghi (修儀) Tu dung (修容), Tu viên (修媛).
  - Tam sung (三充): Sung nghi (充儀), Sung dung (充容), Sung viên (充媛).
- [Lục chức; 六職]: Tiệp dư (婕妤), Dung hoa (傛華), Tuyên vinh (宣榮), Tài nhân (才人), Lương nhân (良人), Mỹ nhân (美人).

Sang thời nhà Nguyễn, Nguyễn Thánh Tổ Minh Mạng vào năm Minh Mạng thứ 17 (1836) chấn chỉnh quy tắc nội đình, đem Mỹ nhân thuộc hàng thứ 8 trong Cửu giai hậu phi, dưới Quý nhân và trên Tài nhân. Do đó Mỹ nhân được gọi là [Bát giai Mỹ nhân; 八階美人].

## Nhân vật nổi tiếng

### Trung Quốc
1. Hiếu Cảnh Hoàng hậu Vương Chí - Hoàng hậu thứ hai của Hán Cảnh Đế, sinh mẫu của Hán Vũ Đế. Trước khi làm Hoàng hậu từng được phong tước Mỹ nhân.
2. Linh Hoài Hoàng hậu Vương Vinh- phi tần của Hán Linh Đế, sinh mẫu của Hán Hiến Đế. Bị Linh Tư Hà Hoàng hậu độc chết. .
3. Chương Hiến Minh Túc Hoàng hậu Lưu Nga- Hoàng hậu thứ hai của Tống Chân Tông, dưỡng mẫu của Tống Nhân Tông. Trước khi làm Hoàng hậu từng được phong tước Mỹ nhân.
4. Ôn Thành Hoàng hậu Trương thị- sủng phi của Tống Tống Nhân Tông. Con chết yểu, tự trách bản thân phúc mỏng nên xin giáng làm Mỹ nhân. Truy phong Hoàng hậu dù không sinh hoàng đế kế vị.
5. Chiêu Hoài Hoàng hậu Lưu Thanh Tinh- Hoàng hậu thứ hai của Tống Triết Tông. Trước khi làm Hoàng hậu từng được phong tước Mỹ nhân.